# Elisa Molinari
Elisa Molinari (siglo XX) es una física italiana de la Universidad de Módena y Reggio Emilia y miembro asociada del CNR en Italia, con más de treinta años de experiencia en la simulación de materiales y nanosistemas, así como en sus espectroscopias. Sus intereses de investigación se centran en la ciencia computacional de materiales y en las nanotecnologías. Molinari es especialmente activa en la teoría de las propiedades fundamentales de estructuras de baja dimensión, en la simulación de nanodispositivos y en el desarrollo de métodos computacionales relacionados.

## Biografía
Desde 2001, es Profesora Titular de Física de la Materia Condensada en la Universidad de Módena y Reggio Emilia (Departamento de Física, Informática y Matemáticas) en Italia. Desde 2015, se desempeña como Coordinadora de MaX – Materials design at the exascale, el Centro de Excelencia Europeo para la simulación de alto rendimiento de la materia. Anteriormente, ocupó puestos de investigación en el CNR en Roma y en el Instituto Max Planck en Stuttgart y Grenoble.
Molinari ha coordinado proyectos europeos y nacionales sobre propiedades fundamentales y correlación en materiales de baja dimensión, así como enfoques conjuntos computacionales y experimentales en nano(bio)sistemas.
Molinari está involucrada en iniciativas dedicadas a promover la participación de las mujeres en la ciencia: cofundó la "Associazione donne e scienza" en Italia, así como el Grupo de Trabajo de la IUPAP sobre Mujeres en Física en 1999 y la serie de conferencias internacionales asociada.

## Premios
Molinari recibió el reconocimiento de Fellow de la American Physical Society, tras haber sido nominada por el Forum on International Physics en 1999, por "su contribución a la teoría de los semiconductores y sus interfaces, en particular, su trabajo fundamental sobre la interacción electrón-electrón y electrón-fonón en nanoestructuras; y por su participación en la formación de jóvenes teóricos de numerosos países y en la organización de conferencias internacionales."

## Publicaciones seleccionadas
Molinari ha publicado más de 280 artículos científicos en prestigiosas revistas internacionales.
- MAH Bertran et al., "Understanding the irreversible lithium loss in silicon anodes using multi-edge X-ray scattering analysis", arXiv e-prints, arXiv: 2410.05794 (2024)
- Sun et al, "Evidence for equilibrium exciton condensation in monolayer WTe2", Nature Physics 18, 94 (2022).
- Ataei et al, "Evidence of ideal excitonic insulator in bulk MoS2 under pressure", Proc Natl Acad Sci USA, 118, e2010110118 (2021).
- D. Varsano et al, "A monolayer transition-metal dichalcogenide as a topological excitonic insulator", Nature Nanotechnology 15, 367 (2020)
- P. D'Amico et al, "Intrinsic edge excitons in two-dimensional MoS2", Phys. Rev. B 101, 161410 (2020)
- M.O. Atambo et al, "Electronic and optical properties of doped TiO2 by many-body perturbation theory", Phys. Rev. Materials 3, 045401 (2019)
- A. Portone et al, "Tailoring optical properties and stimulated emission in nanostructured polythiophene", Scientific Reports 9, 7370 (2019)
- J.O. Island et al, "Interaction-Driven Giant Orbital Magnetic Moments in Carbon Nanotubes", Phys. Rev. Letters 121, 127704 (2018)
- D. Varsano et al, "Carbon nanotubes as excitonic insulators", Nature Comm. 8, 1461 (2017)
- A. De Sio et al, "Tracking the coherent generation of polaron pairs in conjugated polymers", Nature Comm. 7, 13742 (2016)
- L. Bursi et al, "Quantifying the Plasmonic Character of Optical Excitations in Nanostructures", ACS Photonics 3, 520 (2016)
- G. Soavi et al "Exciton-exciton annihilation and biexciton stimulated emission in graphene nanoribbons", Nature Comm.7, 11010 (2016)
- S. Falke et al, "Coherent ultrafast charge transfer in an organic photovoltaic blend", Science 344, 1001 (2014)
- R. Denk et al, "Exciton Dominated Optical Response of Ultra-Narrow Graphene Nanoribbons", Nature Comm 5, 4253 (2014)
- C. A. Rozzi et al, "Quantum coherence controls the charge separation in a prototypical artificial light-harvesting system", Nature Comm 4, 1602 (2013)
- P. Ruffieux et al, "Electronic Structure of Atomically Precise Graphene Nanoribbons", ACS Nano 6, 6930 (2012)
- S. Kalliakos et al, "A molecular state of correlated electrons in a quantum dot", Nature Physics 4, 467 - 471 (2008)
- D. Prezzi et al, "Optical properties of graphene nanoribbons: The role of many-body effects", Phys Rev B77, 041404 (2008)
- A. Ferretti et al, "Mixing of electronic states in pentacene adsorption on copper", Phys Rev Lett 99, 046802 (2007)
- J. Maultzsch et al, "Exciton binding energies in carbon nanotubes from two-photon photoluminescence", Phys Rev B 72, 241402 (2005)
- A. Ferretti et al, "First-principles theory of correlated transport through nanojunctions", Phys Rev Lett 94, 116802 (2005)